# سفر به ایکاری
سفر به ایکاری (به فرانسوی: Voyage en Icarie) رمانی نوشته اتین کابه است که در سال ۱۸۴۰ منتشر شد. در این کتاب، نویسنده یک آرمان‌شهر کمونیستی را توصیف می‌کند. این رمان باعث ایجاد جنبش ایکاریایی شد و جوامع کوچکی نیز به تقلید از آن ایجاد شد که آخرینشان تا سال ۱۸۹۸ بر پا بود. کارل مارکس در نامه‌ای به سال ۱۸۴۳ به سفر به ایکاری اشاره کرده‌است.